# Útok mrtvých mužů
Útok mrtvých mužů byla bitva první světové války, která se 6. srpna 1915 odehrála v pevnosti Osowiec (nyní severovýchodní Polsko). Incident dostal své jméno podle vzhledu ruských bojovníků, kteří vlivem bombardování směsí jedovatých plynů, chlóru a bromu vypadali jako „mrtví muži“.

## Bitva

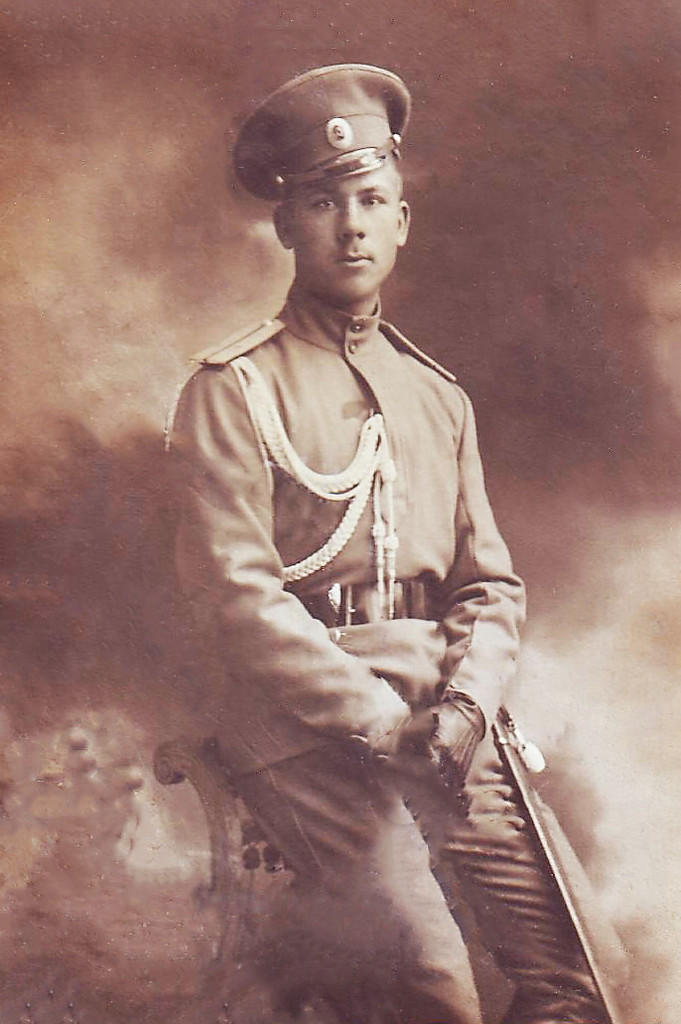
Poručík Vladimir Karpovič Kotlinskij, velitel pevnosti Osowiec během útoku

Německá ofenzíva na pevnost Osowiec byla zahájena na začátku července. Útok zahrnoval 14 praporů pěchoty, jeden prapor ženistů, 24–30 těžkých obléhacích děl a 30 baterií dělostřelectva vybaveného jedovatými plyny, vedeného polním maršálem Paulem von Hindenburgem. Ruská obrana čítala 500 vojáků 226. zemljanského pěšího pluku a 400 milic.
Pro hlavní útok byla vybrána 11. divize Landwehru. 18. pluk byl nasazen v hlavním směru podél dálnice a železnice. 76. pluk Landwehru měl zaútočit na jih. Aby se napomohlo úspěchu operace na frontě, bylo rozhodnuto o použití plynového balónu s chlórem. Za svítání, 6. srpna 1915, ve 4:00 se zadním větrem na celé frontě útoku, byl uvolněn chlór z 30 baterií plynových balonů. Odhaduje se, že plyn nakonec pronikl 20 km do nepřátelského území, přičemž účinný efekt si zachoval do hloubky 12 km a až do výšky 12 metrů.
Kvůli absenci ochranných pomůcek byl výsledek plynového útoku pro Rusy zničující: 9., 10. a 11. rota Zemljanského pluku byla zcela mimo činnost, další utrpěly obrovské ztráty. Téměř celá první a druhé linie obrany pozice Sosna zůstala bez obránců. Po uvolnění plynu zahájilo německé dělostřelectvo odstřelování. Kvůli předešlému zásahu plynem se vojáci pevnosti nemohli účinně bránit. Němci navíc přidali ostřelování pevnosti jak konvenčními, tak chlorpikrinovými granáty. V pevnosti bylo zabito více než 1600 lidí a celá posádka byla, s různou mírou závažnosti, přiotrávena.
Přes dvanáct praporů 11. divize Landwehru, které tvořilo více než 7000 mužů, po bombardování postupovalo k pevnosti s očekáváním malého odporu. U první obranné linie na ně ale zaútočili přeživší vojáci 13. roty 226. pěšího pluku, vykašlávající krev a kousky svých plic (vznikající kyselina chlorovodíková leptá tkáně), Němci propadli panice a začali zbrkle ustupovat. Mnoho se jich chytilo do vlastních pastí a ostnatého drátu. Pět zbývajících ruských děl následně zahájilo palbu na prchající Němce.
Vojáci 18. pluku potlačujíce osamocený odpor rychle překonali první a druhou linii ostnatého drátu, obsadili takticky důležitý opevněný bod „Leonovův dvůr“ a začali postupovat podél železniční trati k Rudskému mostu. Jedinou zálohou na pozici Sosna zůstala rota s až 50 % otráveného personálu; demoralizované zbytky roty nedokázaly provést účinný protiútok.
Na jihu 76. pluk Landwehru rychle obsadil vylidněnou Sosnu, postupoval však příliš rychle a otrávil se vlastními bojovými plyny, utrpěl značné ztráty a byl dočasně zastaven palbou zbytků 12. roty na centrální redutu.
Reálně hrozilo obsazení Rudského mostu Němci, což by znamenalo rozřezání celé obrany západně od pevnosti a ztrátu pozice Sosna. V této situaci velitel pevnosti generálporučík NA Brzozovskij nařídil dělostřeleckou palbu na nepřáteli již obsazené oblasti Sosny a bajonetový protiútok. Zbytky 8. a 13. roty (asi polovina původního složení) přešly do protiútoku a 14. rota bránila pevnost. 13. rota pod velením poručíka Kotlinského přešla do protiútoku na části 18. pluku podél železnice a donutila je k útěku. Při útoku byl poručík Kotlinský smrtelně zraněn a předal velení nad územím 2. rotě Osovetska Sap VM Strzeminsky, která i přes těžkou otravu plynem se zbytky svěřené roty dotáhla útok až do konce. Kotlinský zemřel později večer.
Rusové oblast nedrželi o moc déle. Němci hrozili obklíčením pevnosti obsazením Kaunasu a Novogeorgijevska. Rusové zbořili velkou část pevnosti a 18. srpna se stáhli. 
Ruská metalová skupina Aria vydala píseň inspirovanou bitvou s názvem „Атака Мертвецов“ („Attack of the Dead“) na svém albu z roku 2014. Švédská metalová skupina Sabaton vydala píseň o bitvě s názvem „The Attack of the Dead Men“ na svém albu The Great War z roku 2019. 